# HD 38645
HD 38645，又名BD+68 412，SAO 13635、HR 1994，是一颗恒星，视星等为6.2，位于銀經145.13，銀緯19.98，其B1900.0坐标为赤經5h 42m 10s，赤緯+68° 19.98′ 33″。